# 二木健太
二木 健太（にき けんた、1984年8月11日 - ）は、日本の元男子バレーボール選手。

## 来歴
北海道上川郡美瑛町出身。北海道旭川東高等学校に入学し、中学で行っていたバドミントンを辞めバレーを始める。始めたきっかけは、彼の両親と高校の部活の顧問が仲良しであったためである。
高校3年生の時には、春高バレー北北海道大会ベスト4に進出。全日本ジュニアにも招集されている。身長200cmから繰り出されるブロックと高いクイックが持ち味である。2007年ユニバーシアードに出場した。
早稲田大学を経てVプレミアリーグのサントリーサンバーズに入団した。2013年に引退した。

## 所属チーム
- 旭川東高校
- 早稲田大学
- サントリーサンバーズ（2007-2013年）